# The Muppets Go to the Movies
The Muppets Go to the Movies is een special met in de hoofdrol Jim Hensons Muppets, die voor het eerst werd uitgezonden op 20 mei 1981 op de Amerikaanse zender ABC. In de film, die wordt gepresenteerd door Kermit de Kikker, brengen de Muppets samen met Lily Tomlin en Dudley Moore een eigen versie van verschillende filmklassiekers.

## Films
De stukken die de Muppets op geheel eigen wijze spelen zijn:
- The Three Musketeers: Gonzo, Scooter en Link Hogthrob spelen Athos, Porthos en Gummo.
- Invasion of the Unpleasant Things from Outer Space: Dudley Moore en Lily Tomlin worden aangevallen door buitenaardse reuzenratten.
- The Wizard of Oz: Miss Piggy, Fozzie, Gonzo, Scooter en Foo-Foo brengen een medley van Oz-liedjes ten gehore.
- The Fool of the Roman Empire: Julius Caesar (Dudley Moore) speelt piano.
- The Nephew of Frankenstein: Fozzie bezoekt zijn oom, de gestoorde wetenschapper Dr. Strangepork.
- Silent Strawberries: Een parodie op Ingmar Bergman-films, geregisseerd door Ingmars fictieve broer Gummo Bergman.
- Casablanca: Kermit neemt afscheid van Miss Piggy.
- Tarzan and Jane: Jane (Lily Tomlin) had zich Tarzan (Gonzo) toch anders voorgesteld.
- Heat Wave: Begeleid door een groep pinguïns brengt Miss Piggy dit lied uit As Thousands Cheer ten gehore.
- Goon with the Wind: Dudley Moore en Piggy als Rhett Butler en Scarlett O'Hara.
- A Frog Too Far: Kermit is piloot in de Tweede Wereldoorlog, Lily Tomlin speelt verschillende van zijn minnaressen.

Daarbij bevat deze special drie clips uit de Muppet-film The Great Muppet Caper. Een scène uit het einde van The Muppet Movie is te zien tijdens het begin van de special.

## Poppenspelers
NB: Niet alle in deze special gebruikte poppen staan hieronder vermeld.

### Hoofdrollen
| Acteur       | Personage                                                        |
| ------------ | ---------------------------------------------------------------- |
| Jim Henson   | Kermit de Kikker, Rowlf, Link Hogthrob, Waldorf, de Swedish Chef |
| Frank Oz     | Fozzie Beer, Miss Piggy, Sam the Eagle, Animal                   |
| Richard Hunt | Scooter, Statler, Janice, Beaker                                 |
| Jerry Nelson | Lew Zealand, Floyd Pepper, Dr. Strangepork                       |
| Dave Goelz   | Gonzo, Beauregard                                                |

### Bijrollen
- Steve Whitmire, Louise Gold, Kathy Mullen, Brian Muehl, Robert Payne en Rollin Krewson